# Робокоп против Терминатора (комикс)
Робокоп против Терминатора (англ. RoboCop versus The Terminator) — комикс кроссовер. Ограниченная серия, опубликованная в 1992 году Dark Horse Comics. Был написан Фрэнком Миллером и нарисован Уолтером Симонсоном.

## Сюжет
Смешанные вселенные «Робокопа», и «Терминатора» в одну общую, все серии комиксов начинаются с того, что Скайнет послал три Терминатора в прошлое Детройта, чтобы защитить Робокопа от одинокого солдата, также отправленного обратно, чтобы уничтожить его.
Обнаружив, что технология, используемая для его создания, частично отвечает за будущее развитие Скайнета, Робокоп собирается в одиночку уничтожить Скайнет в постапокалиптическом будущем. Часть истории была сосредоточена на его разуме, единственной части, оставленной от него, скрываясь и перемещаясь по всем системам Скайнета, отбиваясь как можно лучше.
Человеческое сознание Робокопа (Алекса Мёрфи) ждет десятилетия, скрываясь глубоко в «сознании» Скайнета, избегая обнаружения, поскольку происходит убийство человечества. Он ждет возможности, когда внимание Скайнета будет сосредоточено на других вопросах войны с людьми, чтобы он сделал шаг. Робокоп включается, устраивает свой побег и почти был уничтожен бойцами сопротивления человечества. Он заверяет себя как союзника и после завоевания их доверия начинают атаку на Скайнет.

## Компьютерная игра
На основе комикса, была выпущена одноимённая игра для Mega Drive/Genesis, Master System, SNES, Game Gear и Nintendo Game Boy. Также была анонсирована игра для NES, но в конечном итоге была отменена; В Интернете можно скачать бета версию. Версия Genesis была жестокой и «Кровавой игрой» 1993 года по мнению Electronic Gaming Monthly.

## Собранные выпуски
Четыре выпуска, в том числе жесткие картонные вставки, предназначенные для выталкивания, были связаны вместе с новой обложкой как «эксклюзивной» коллекцией Diamond Comics.
В феврале 2014 года Dark Horse объявила о выпуске двух собранных выпусков серии в следующем июле: стандартное издание в твёрдом переплете и «галерейное издание», воспроизводящее оригинальное искусство в полном размере.

## Влияние
В 2011 году вышел комикс Terminator/RoboCop: Kill Human. Данный комикс также является кроссовером между Робокопом и Терминатором и события комикса пересекается с фильмом Терминатор 2: Судный день.
Будучи активированным последним человеком на Земле, Робокоп пытается предотвратить уничтожение человечества, отправившись во времени в прошлое и пытаясь защитить Джона Коннора и его маму от терминаторов.